# Lumen Fidei
Lumen Fidei (Latijn voor Licht van het geloof) is de eerste encycliek van paus Franciscus die werd gepromulgeerd op 29 juni 2013, hoogfeest van Petrus en Paulus. De rondzendbrief is bijzonder omdat het de eerste encycliek is, die feitelijk door twee pausen is geschreven. Paus Benedictus XVI was aan de brief begonnen en liet de reeds geschreven tekst achter voor zijn opvolger, toen hij op 28 februari 2013 abdiceerde. 

## De encyclieken van paus Benedictus XVI
Paus Benedictus XVI heeft drie encyclieken nagelaten. Zijn laatste encycliek (Caritas in Veritate) geldt als een modernisering en nadere uitwerking van de sociale leer van de Kerk. Zijn eerste twee encyclieken (Deus Caritas Est en Spe Salvi) zijn gethematiseerd rond twee van de theologale deugden: liefde en hoop. Steeds werd aangenomen dat er ook nog een encycliek zou verschijnen over geloof, opdat het drietal (geloof, hoop en liefde) compleet zou zijn. Paus Benedictus XVI gebruikte inderdaad de zomervakantie van 2012 om in Castel Gandolfo een dergelijke tekst te schrijven, die zou moeten verschijnen ter gelegenheid van het Jaar van het Geloof. Hij vond het evenwel kennelijk niet gepast de tekst te publiceren nadat hij zijn aftreden bekend had gemaakt.

## De encycliek
Lumen Fidei is met meer dan tachtig bladzijden omvangrijker dan de eerdere encyclieken van Benedictus XVI. Het betreft een theologisch doorwrocht betoog over de rol van het geloof, en de opdracht van gelovige christenen in de moderne wereld. Het eerste deel behandelt de ontwikkeling van het geloof van Abraham tot het begin van de Kerk. Het tweede deel richt zich op de verhouding tussen geloof en waarheid en op het spanningsveld tussen geloof en rede. In het derde deel wordt de relatie tussen geloof en de Kerk behandeld, terwijl het vierde deel een oproep is aan gelovigen die opgeroepen worden om aan hun geloof ook consequenties te verbinden en hun geloof niet als iets vrijblijvends te zien. Deze laatste oproep moet vooral bezien worden in het licht van het kerkelijk streven te komen tot een nieuwe evangelisatie.